# Simon Larose
Simon Larose (* 28. Juni 1978 in Cap-de-la-Madeleine, Québec) ist ein ehemaliger kanadischer Tennisspieler.
Er begann im Alter von 16 Jahren mit dem Tennisspielen und gewann zwischen 1998 und 2003 vier Future-Turniere im Einzel sowie fünf im Doppel. Bei den Challenger-Turnieren in Fargʻona 2001 und in Granby 2002 erreichte Larose im Doppel jeweils das Finale.
Für die kanadische Davis-Cup-Mannschaft spielte Larose zwischen 1999 und 2004, darunter 2004 in der Weltgruppe, wo Kanada jedoch gegen die Niederlande mit 1:4 in der ersten Runde unterlag.
Im selben Jahr wurde er beim ATP-Turnier in Bukarest bei der Dopingkontrolle positiv getestet und für zwei Jahre gesperrt. Danach beendete er seine Karriere.
Nach seiner aktiven Laufbahn wurde Larose Trainer und betreute unter anderem Rebecca Marino und Françoise Abanda.